# Las Lajas (Honduras)
Las Lajas è un comune dell'Honduras facente parte del dipartimento di Comayagua.